# Oakley (Idaho)
Oakley es una ciudad ubicada en el condado de Cassia en el estado estadounidense de Idaho. En el Censo de 2010 tenía una población de 763 habitantes y una densidad poblacional de 64,15 personas por km².

## Geografía
Oakley se encuentra ubicada en las coordenadas 42°14′31″N 113°52′59″O / 42.24194, -113.88306. Según la Oficina del Censo de los Estados Unidos, Oakley tiene una superficie total de 11.89 km², de la cual 11.89 km² corresponden a tierra firme y (0.04%) 0.01 km² es agua.

## Demografía
Según el censo de 2010, había 763 personas residiendo en Oakley. La densidad de población era de 64,15 hab./km². De los 763 habitantes, Oakley estaba compuesto por el 92.53% blancos, el 0% eran afroamericanos, el 0.13% eran amerindios, el 0.26% eran asiáticos, el 0% eran isleños del Pacífico, el 6.55% eran de otras razas y el 0.52% pertenecían a dos o más razas. Del total de la población el 9.44% eran hispanos o latinos de cualquier raza.